# 帕瓦特·奥特曼
《超人力霸王帕瓦德》（英語：Ultraman: The Ultimate Hero，日語版片名：日語：），是由圓谷製作與美國合作製作的特攝電視劇，全13話。
本作先以家庭影音軟體形式，自1993年12月17日起於日本開始發售，后来並于1995年4月8日到1995年7月1日期間在TBS電視台播映。

## 概要
本作品是以美國作為舞台，描述了怪獸對全球特別調查網機關「W.I.N.R.」成員之一的主角甲斐健一，與合體的超人力霸王帕瓦德並肩戰鬥。登場的超人力霸王和怪獸，都是根據1966年《超人力霸王》進行改編。

### 製作
基於澳洲製作的《葛雷》在美國的好評，原先將根據《葛雷》相同的角色配置，由鈴木清推進《葛雷》第二季的企劃。然而，由於認為《超人力霸王》的改版更具優勢，製作委員會於1992年轉變方向，與美國好萊塢的主要合作夥伴浩劫娛樂（Havoc Entertainment）合作，並採取了以海外展開為前提，在好萊塢擁有技術的環境下，重製代表巨型變身英雄的超人力霸王的策略。
全劇劇本和設計在日本完成，拍攝等工作則全部在美國進行，由於好萊塢負擔了大部分的製作資金，因此製作主導權和版權都掌握在好萊塢方面，圓谷製作的權益僅限於日本國內的商品銷售權。本作品的製作和拍攝則在1993年夏季至冬季進行。
特攝拍攝部分，是在位於洛杉磯北部的拍攝場地停車場上搭建開放式場景進行拍攝。格鬥場面主要在這個設置和借景的外景拍攝場地進行，僅在第一集使用了室內場景。此外，為了營造巨大感，超人力霸王和怪獸的登場場景採用了高速攝影技術。機械方面則於與巨大戰相同採用開放式拍攝方式，充分利用了美國特效的傳統，僅使用操演技術，而不進行合成，與《葛雷》形成對比。此外，假海底場景也是在開放式場地進行拍攝，這是一個非常罕見的例子。
最初的計劃是直接使用原作中的超人力霸王和怪獸設計，但為了確保角色的特色和商品開發等考量而進行了重新設計。超人力霸王和怪獸的造型水平非常高，其中超人力霸王裝扮內部嵌入了細小的管道，循環冷卻水以減輕演員的負擔，同時還運用了比日本更先進的技術。特別是紅王搭載了能改變表情的機關。
在日本方面的工作人員中，有許多來自映像製作團隊GONZO的成員參與。文學設定由編劇伊藤和典負責，劇本則由伊藤和山口宏分擔撰寫，由導演金·懷爾德等好萊塢方面負責將其翻譯成英語，並根據實際情況進行修改。不過由於未進行充分的溝通，劇本的內容存在不一致，導致了許多改寫的情節。與怪獸戰鬥的描寫考慮到在美國的電視播放，避免了過於激烈的場面。
在內容呈現方面，可以看到後來系列中使用的表現手法，如「主人公（甲斐）和帕瓦德完全分離，迎接最終戰鬥」、「將奧特曼定位為光的存在」等元素。而故事最初的企劃是在世界各國出現怪獸的展開，但由於預算等原因，除了第三集以外的故事都以美國為舞台。
本作品的音樂由佐橋俊彥負責，對他來說，這也是他在特攝作品中的首部作品。佐橋表示，他受到要求展現自己的世界觀的影響，融入了他所喜愛的美國電視劇《警網雙雄》和《邁阿密風雲》等的影像風格。

### 評價・影響
《帕瓦德》從未在美國進行了電視播放，原本計劃中的下一季也因好萊塢方面的意願而被取消。
此外，圓谷英明（圓谷英二之孫，也是原谷製作公司的第6任社長）曾對該劇情批評道：「怪獸被重新製作成符合美國觀眾口味的形象，變成了令人啞然的造型」、「紅王變成了肌肉發達的形象，失去了原本的英勇威猛」、「巴爾坦星人的身體和四肢變得像蜻蜓一樣，失去了原本的威力，變成了不可靠的形象」。但他也評價道：「該劇本的細節，也是由好萊塢方面根據美國風格進行了修改，但這樣的修改與銳利的影像相匹配，呈現了有節奏感的故事」，「與日本不同，劇本編寫採用了多位作家的分工制度。這樣可以融入多種想法，避免了個人風格對劇情發展的影響」，「在圓谷製作公司中，即使是繁瑣的鏡頭分割也進行了巧妙的設計，使得多個鏡頭可以一起拍攝」。
在日本，該作品經過錄影帶發行後於1995年進行了電視播放。當時，圓谷製作公司和TBS電視台由於《超人力霸王80》一事陷入對立狀態，但在參與項目的萬代公司和讀賣廣告社等協助獲得了播放時間，這次的播放被視為後來的《超人力霸王迪卡》等電視系列重啟的導火線。。

## 故事大綱
某日，地球軌道上出現了未知的巨大衛星，國際防衛隊的衛星剛想作威嚇性射擊，卻遭到不明紅光的攻擊而被摧毀。到紅光墜落現場調查原因的W.I.N.R隊員甲斐健一陷入不明發光空間，與來自M78星雲的宇宙人相遇。他被告知未知衛星是屬於企圖侵略地球的宇宙忍者強化巴爾坦星人的，自己是以銀河系的保衛者之身，緊追巴爾坦星人來到地球。說完這些，宇宙人遂與甲斐一體化。從此，一個新的巨人——超人力霸王帕瓦德出現了......

## 登場角色

### W.I.N.R
全名Worldwide Investigation Network Response，為專門調查超常現象，怪獣・異星人的全球特別調查網絡機關，本部設於美國，在世界各地設有支部。其中本作登場的W.I.N.R北美支部位於美國加利福尼亞州的洛杉磯郊外。在最終話因從太空墜落的傑頓繭擊中並遭到破壞摧毀。
| 角色              | 演員               | 配音                                | 介紹 |
| 甲斐健一 （ ）    | 小杉健             | 森川智之（日本） 黃文偉（香港亞視） | 本作主角，超人力霸王帕瓦德的變身者，26歳，日裔美國人。 是W.I.N.R隊員，主要負責駕駛戰鬥機並收集情報。在第1話調查落到地球的紅色光球時，意外與帕瓦德相遇並得知巴爾坦星人的侵略行動，因此而答應與帕瓦德同化戰鬥。每到危機時刻，他就會使用閃光棱鏡變身為帕瓦德與怪獸作戰。在第12話在與改造多拉考的戰鬥中和帕瓦德身受重傷。在垂危之際帕瓦德擔心甲斐的傷勢而與之分離。帕瓦德更鼓勵甲斐，使他堅信每個人心裡都擁有光的存在。在與隊友們打敗傑頓後，甲斐感念帕瓦德的臨別贈言，與W.I.N.R隊友們目送帕瓦德離開地球，繼續肩負保衛地球的使命。 |
| 羅素·艾德朗 （ ） | 哈里森·佩奇        | 內海賢二（日本）                    | W.I.N.R北美支部的隊長暨領導者，非裔美國人。 是位相當冷靜的指揮官，會嚴格要求隊員用最佳狀態完成任務。行事小心謹慎，一絲不苟，但是實戰中，由於最重要的分析任務全部交由貝克負責，所以艾德倫德的戰術經常出現失誤，而自己親臨戰線時也經常會陷入極其危險的處境中。 富有幽默感，經常能調動WINR內部的作戰積極性，同時也能在高層與下屬隊員之間巧妙游移，有時也會對隊員無視高層指令的行為睜一隻眼閉一隻眼。在最終話得知甲斐就是帕瓦德之後與隊友們打敗傑頓，與W.I.N.R隊友們目送帕瓦德離開地球，繼續肩負保衛地球的使命。                   |
| 泰瑞莎·貝克 （ ） | 桑德拉·古博爾德    | 戶田惠子（日本） 龍德瓊（香港亞視） | W.I.N.R北美支部的副隊長。擁有一頭相當秀麗的紅髮。 是一位精明幹練，具有豐富科學和生物學知識的資料分析師，頭腦冷靜，能在任務時指定許多戰略，也負責尋找怪獸的弱點。 在任務中經常與甲斐行動，在第4話曾因在廢棄礦坑意外中，在未察覺甲斐被地底人秘密帶走而失蹤而深感自責，在結尾看到甲斐歸來後則驚喜的擁抱他。 在私下曾親自研究和調查帕瓦德的身份，於最終話發現甲斐攜帶的閃光棱鏡後，成為團隊中第一位發現甲斐就是帕瓦德的人。在結局與W.I.N.R隊友們目送帕瓦德離開地球，繼續肩負保衛地球的使命。                                       |
| 茱莉·楊 （ ）     | 羅賓·布萊利        | 久川綾（日本） 周文瑛（香港亞視）   | W.I.N.R北美支部的隊員。 是隊伍中的王牌飛行員，具有相當豐富的駕駛經驗，是一位個性豪邁，開朗的金髮女子，在第1話進行任務時曾目睹甲斐捲入紅色光球的情景。 在第8話被揭露為變成怪獸化的贾米拉的小姨子，同時也是凱倫的阿姨。 在最終話得知甲斐就是帕瓦德之後，曾率領駕駛巨大空中母舰「蓝天猎人号」與隊友們打敗傑頓，在結局與W.I.N.R隊友們目送帕瓦德離開地球，繼續肩負保衛地球的使命。 |
| 瑞克·桑德斯 （ ） | 羅伯·羅伊·斐茲傑勒 | 江原正士（日本） 梁志達（香港亞視） | W.I.N.R北美支部的隊員。是團隊中的氣氛帶動者，平時喜歡開玩笑，常常不理會命令，但是他卻身懷出類拔萃的射擊技術。 是非常討厭潛水艇，曾對此說過不想成為沙丁魚罐頭。 是在結局與W.I.N.R隊友們目送帕瓦德離開地球，繼續肩負保衛地球的使命。 |

### 其他角色
羅格·施克特（杰弗瑞·考姆斯飾演，日語版配音：菅生隆之）
第3話登場，非常高傲的紀錄片製作人，與助手貝比斯和彼特在當地人斯坦加的領導下，專程來到南美洲的圭亚那高原拍攝紀錄片。
意外拍攝殘存的史前生物「强德拉」和「雷德王」爭奪地盤的畫面而遭到怪獸的襲擊。
凱爾·莫森（亞歷克斯·內維爾（Alex Neville）飾演，日語版配音：成田劍）
第4話登場，本地踏勘者。
在地下礦場中安置了地震儀，以研究地下測動的計畫。
贾米拉·米勒（菲利普·斯圖爾特（Philip Stuart）飾演，日語版配音：辻親八）
第6話登場，第一位飛往木星載人飛行探查船的指揮官。但是到了木星則失去聯絡。
懷著強烈的願望回到地球，只為了心愛的女兒凱倫團聚，但早已失去了人類的身軀後變成了怪獸的姿態「贾米拉」，其變成怪獸的原因被勒令中止调查。
最終完全怪獸化後在卡蓮的呼喚下喚醒了良知，因為無法變回原樣又怕傷害卡蓮，求帕瓦特將自己殺死，最終被帕瓦特使用光線擊斃。
凱倫·米勒（瑪麗莎·西奧多（Marissa Theodore）飾演，日語版配音：岡村明美）
第6話登場，贾米拉和帕蒂的女兒，是朱莉的姪女。
曾因被當作國家安全局的利用工具而遭到綁架。在目睹父親去世後決定成為太空人，以調查造成其父親怪物化的原因避免重蹈覆轍。
帕蒂·米勒（金伯利·貝克（Kimberly Beck）飾演，日語版配音：相沢惠子）
第6話登場，贾米拉的妻子，是茱莉的姊姊。
理查德·梅林（沃爾夫·穆澤（Wolf Muzer）飾演，日語版配音：平田廣明）
第8話登場，被神經網路產業公司解雇的電腦天才。
在電腦中意外發現神秘生命體「達達」，並將其輸入電腦中並與其交流好宣洩自己的不滿，甚至還將達達送入公司的主電腦，在分析了許多資料數據促使達達實體化。
最後造成達達將神經網路產業公司的有關人員全同化成和自己一樣的物種，而自己也難逃一劫而遭到同化而死。
警衛（崔西・華特飾演，日語版配音：塚田正昭）
第11話登場，客串登場。
長谷川博士（丹尼·卡梅科納飾演，日語版配音：藤本讓）
第11話登場，在安地斯山脈發現的一億八千萬年前的恐龍「哥莫拉」的發現者
在哥莫拉目擊吸收了大雨的水分復活，並在帕瓦特的安撫下漸漸失去意識後死亡後，感嘆第二次生命對哥莫拉過於沉重，如果沒發現它該多好。

## 本作登場的超人力霸王

### 超人力霸王帕瓦德
本作登場的超人力霸王戰士，是來自M78星雲的銀色巨人，在第一話中为防止巴尔坦星人侵略地球而降落在美国，此在承諾不奪取精神的情況下與與怪獸對策戰隊“ WINR ”的成員甲斐健一合為一體，以甲斐的人類形態於平時在地球上活動，在危急關頭，甲斐就會使用賦予的閃光棱鏡變身，與巨大的怪獸宇宙人戰鬥。名稱「帕瓦德」是自取「POWERED」的英文譯音，也就是充滿力量、強有力的意思。但在本作中僅被眾人稱為「超人力霸王」，「帕瓦德」是本作品引進回日本時，為與超人力霸王區分所取的名字。
- 人間體：甲斐健一
- 出生地： M78星雲・光之國
- 年齡：15000歲
- 身高：55 米
- 體重：58000噸
- 飛行速度：27馬赫
- 移動速度：9.99馬赫
- 跳躍力：1800米
- 衝擊力(拳力)：1億噸
- 踢力：2億噸（飛踢）/1億噸（直踢）
- 切割力：激光手術器以上的切割力量
- 必杀技：Mega·宇宙元素光线、帕瓦德切割

外觀设定上是致敬超人力霸王，因为想要尽可能重现出1966年版《超人力霸王》，因此剧中的大多数怪兽及部分剧情都都是源自於超人力霸王。其中最為鮮明的外觀為少有的蓝色眼睛，但當能量耗盡或是有情绪波动的时，眼睛的颜色会变成红色。至於身體紋理与超人力霸王大致相同，但肌肉的轮廓更为明显。
此外在皮套部分則是由好萊塢造型設計師凱文·哈德森的團隊製作，除了使用消耗品泡沫橡膠作為材料之外，內部使用了振動冷卻用的水循環的結構，便於及時給皮套演員降溫，而皮套本身和面具部分則是分開的。另外因皮套精細，導致因活動性極差、及容易損壞。因此最終在拍攝時，則是以避免激烈動作的方式進行戰鬥。

### 變身器
- 閃光棱鏡（Flash Prism）

能使甲斐變身成帕瓦德的道具，略顯迴旋型的外觀設計，中心鑲嵌著圓形的光能量結晶，兩端也有藍色的發光二極管。
每當情況危急時，用手握住閃光棱鏡並高高舉起，閃光棱鏡兩端會閃爍光輝，隨之產生閃電狀巨大光團包圍，在光華中完成變身成帕瓦特。
在美版的資料設定中，帕瓦德的變身道具名為「貝塔膠囊（β Capsule）」，與初代超人力霸王的變身道具同名，從側面體現了本作在製作企劃時，就是以初代超人力霸王的美國版本作為目標設計的，在引回日本國內時被更名為「閃光棱鏡」。

#### 在其他作品的登場
《新世紀超人力霸王傳說》（2002年）
《新世紀2003超人力霸王傳說  THE KING'S JUBILEE》（2003年）
《大怪獸格鬥 超銀河傳說 THE MOVIE》（2009年）
- 網路劇集

《超級銀河格鬥 新生代英雄》（2020年）
《超人力霸王雷古洛斯：最初任務》（2023年）

## 各集資料
| 集數 | 各集標題                         | 日語版標題 | 登場怪獸・宇宙人                                                                |
| ---- | -------------------------------- | ---------- | ------------------------------------------------------------------------------- |
| 1    | On a Mission from M78            |            | - 宇宙忍者強化巴尔坦星人                                                        |
| 2    | His Name Was Ultraman            |            | - 毒氣怪獸凱姆拉                                                                |
| 3    | Fly to the Evil Monster Realm!   |            | - 骷髏怪獸雷德王（雌） - 骷髏怪獸雷德王（雄） - 有翼怪獸強德拉 - 友好珍獸皮古蒙 |
| 4    | Messenger from the Dark          |            | - 地底怪獸泰萊斯通                                                              |
| 5    | Electric Shock Defense Strategy  |            | - 食鈾怪獸加勃拉                                                                |
| 6    | Return from Space                |            | - 三面怪人達達                                                                  |
| 7    | Revenge of Scorching Heat        |            | - 紅色火焰怪獸巴尼拉 - 藍色發泡怪獸阿勃拉斯                                     |
| 8    | The Invasion Circuit             |            | - 棲星怪獸賈米拉                                                                |
| 9    | Resurrection! Two Giant Monsters |            | - 灼熱怪獸贊勃拉                                                                |
| 10   | A Couple of Heroes               |            | - 油獸佩斯塔                                                                    |
| 11   | Resurrected Giant Beast          |            | - 古代怪獸哥莫拉                                                                |
| 12   | Powered Assassination Plan       |            | - 彗星怪獸改造多拉考 - 骷髏怪獸雷德王                                           |
| 13   | Farewell! Ultraman               |            | - 宇宙恐龍機器傑頓 - 宇宙忍者精神巴爾坦星人                                     |

## 主題曲

### 片頭曲
『ウルトラマンパワード』
作詞 - 松井五郎/作曲 - 鈴木キサブロー/編曲 - 矢野立美/歌 - 前田達也
美国版僅使用纯音樂版。

### 片尾曲
『この宇宙のどこかに』
作詞 - 松井五郎/作曲 - 鈴木キサブロー/編曲 - 矢野立美/歌 - 前田達也
錄影帶版片尾曲。
『STARLIGHT FANTASY』
作詞 - 森雪之丞/作曲 - 良実明宏/編曲 - Y2/歌 - 須藤ひとみ
電視版片尾曲。